# Bartolomé Colón
Bartolomé Colón, Bartolomeo Colombo, Bartolomeo Columbus, Bartłomiej Kolumb (ur. w XV wieku w Genui, zm. 1514/1515 w Santo Domingo) – włoski podróżnik, odkrywca, kartograf i kosmograf, brat Krzysztofa Kolumba.
Według tradycji, w 1484 odwiedził króla Anglii Henryka VII, któremu dał mapę świata, pokazując mu ziemie, które on i jego brat chcieli badać. W 1494 dołączył do swojego brata w Hispanioli (obecnie Haiti), towarzysząc jego kampaniom i rozszerzając je w celu podbicia tubylczej ludności. Gdy w 1496 Kolumb wrócił do Hiszpanii, Bartolomé objął we władanie sprawy kolonii, która później została przeniesiona na teren miasta Santo Domingo. Sprowokował tam bunt i następnie stłumił go, po czym wrócił do Hiszpanii. W 1502 dołączył do ostatniej transatlantyckiej ekspedycji brata, podczas której zostały odkryte złoża złota w Veragui (obecnie w Panamie).